# The New Wind and the Second Wave
The New Wind and the Second Wave är ett splitalbum av banden The Indecision Alarm och Enemy Alliance, utgivet den 27 augusti 2007.

## Låtlista
1. "Apparatus of Repression" (Enemy Alliance)
2. "Government Subsidized Ghetto" (Enemy Alliance)
3. "Vultures" (Enemy Alliance)
4. "The Clashing" (Enemy Alliance)
5. "Sacrifice" (Enemy Alliance)
6. "Eruptions of Violence" (Enemy Alliance)
7. "Alienation Process" (The Indecision Alarm)
8. "Where Every Fucking Dream Is Killed" (The Indecision Alarm)
9. "New Brooms vs. Old Doctrines" (The Indecision Alarm)
10. "Violence, Coercion, Surveillance" (The Indecision Alarm)
11. "Rod of Iron" (The Indecision Alarm)
12. "Making Bets in a Burning House" (The Indecision Alarm)